# Potencias del Eje

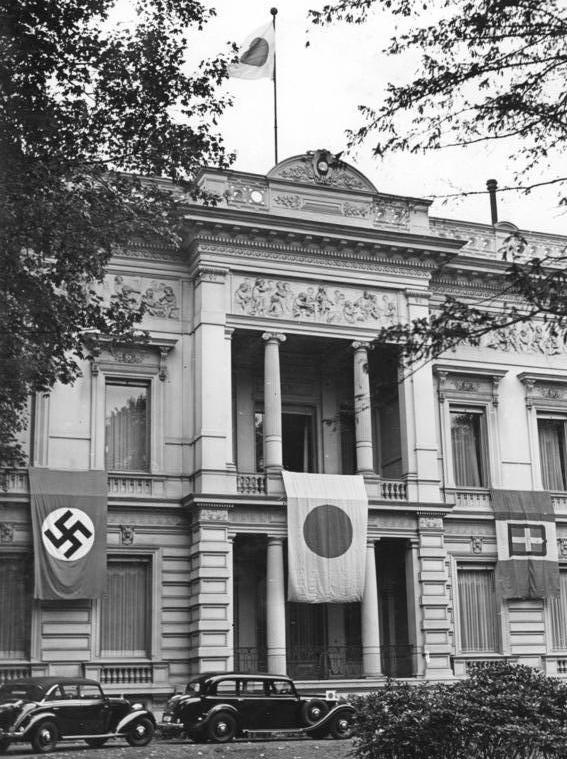
Banderas de Alemania, Imperio del Japón y el Reino de Italia, en Berlín.

Las Potencias del Eje (en alemán: Achsenmächte; en italiano: Potenze dell'Asse; en japonés: 樞軸國 Sūjikukoku, también conocido como Eje Roma-Berlín-Tokio y por su acrónimo «Roberto») formaban el bando beligerante que se enfrentó a los Aliados durante la Segunda Guerra Mundial. Encabezado por Adolf Hitler, estaba formado por la Alemania nazi, el Imperio del Japón y la Italia fascista, y contó con la adhesión de otros países como Rumania, Hungría, Bulgaria, entre otros.
Estas naciones firmaron el Pacto Tripartito. Este nuevo bloque logró su establecimiento debido a las coincidencias que existían entre los sistemas de gobierno, económico e ideológico de los tres países. De igual forma, compartían tres coincidencias de connotación negativa: fueron los países más perjudicados por el Tratado de Versalles.

## Preludio de la Segunda Guerra Mundial

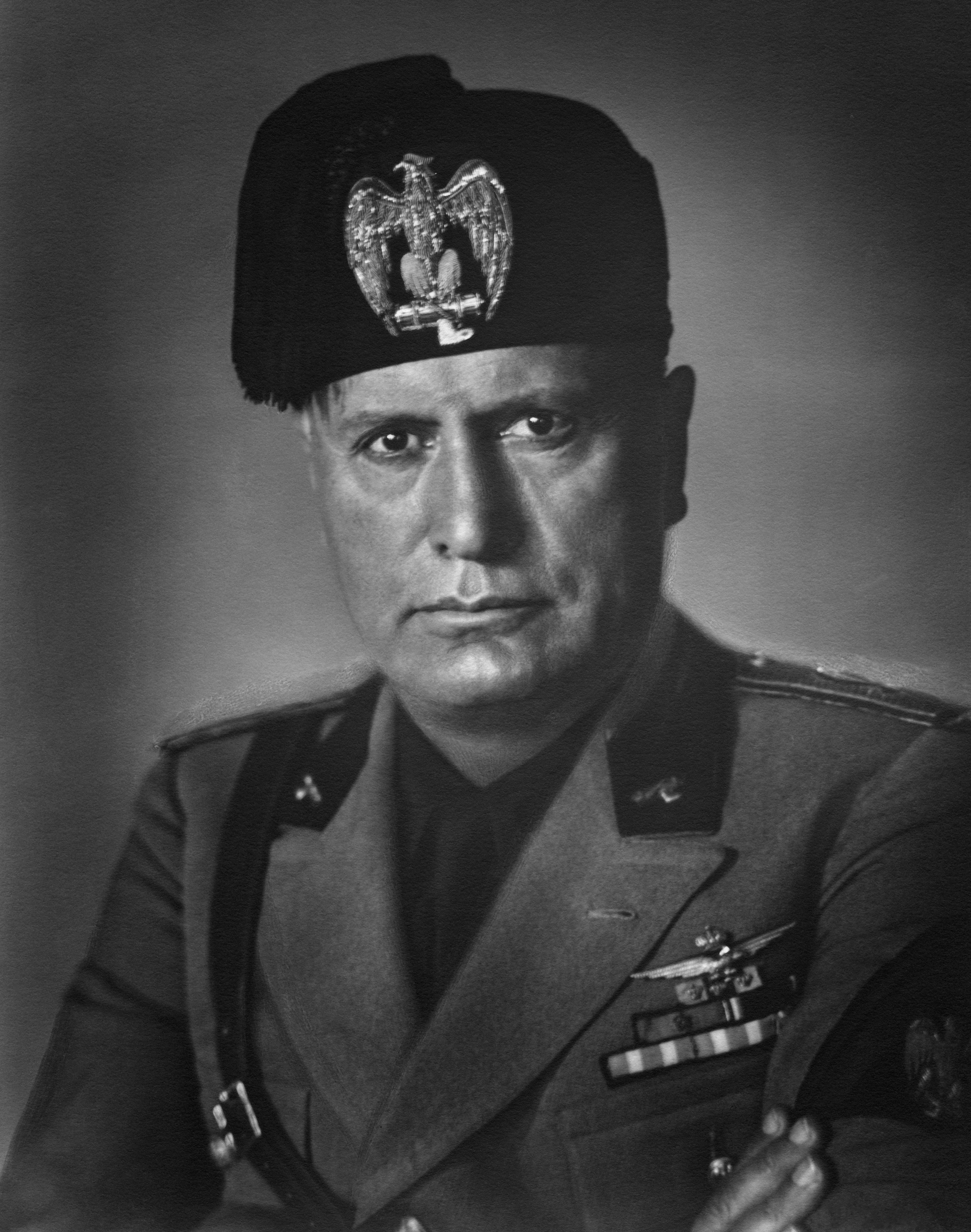
Benito Mussolini
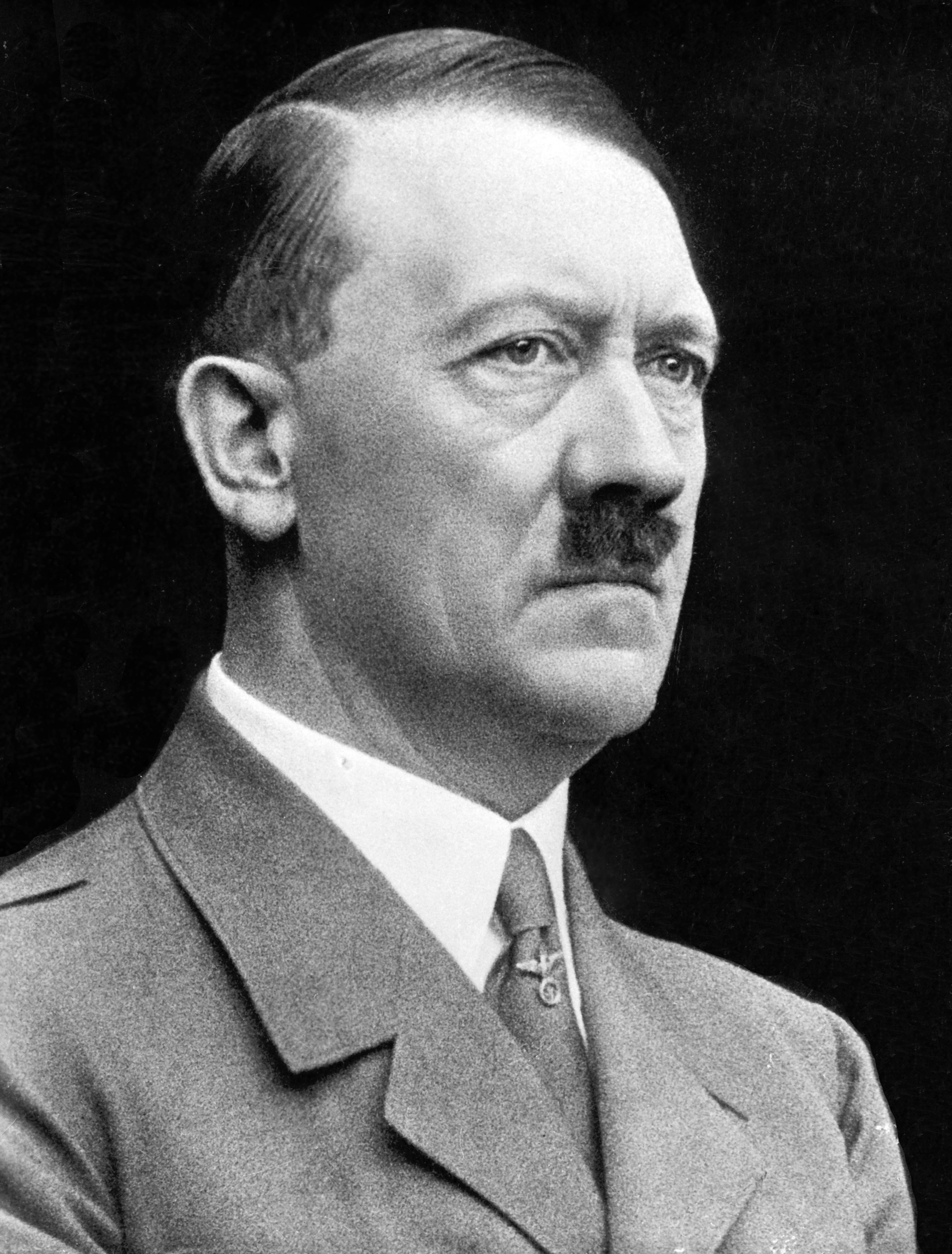
Adolf Hitler
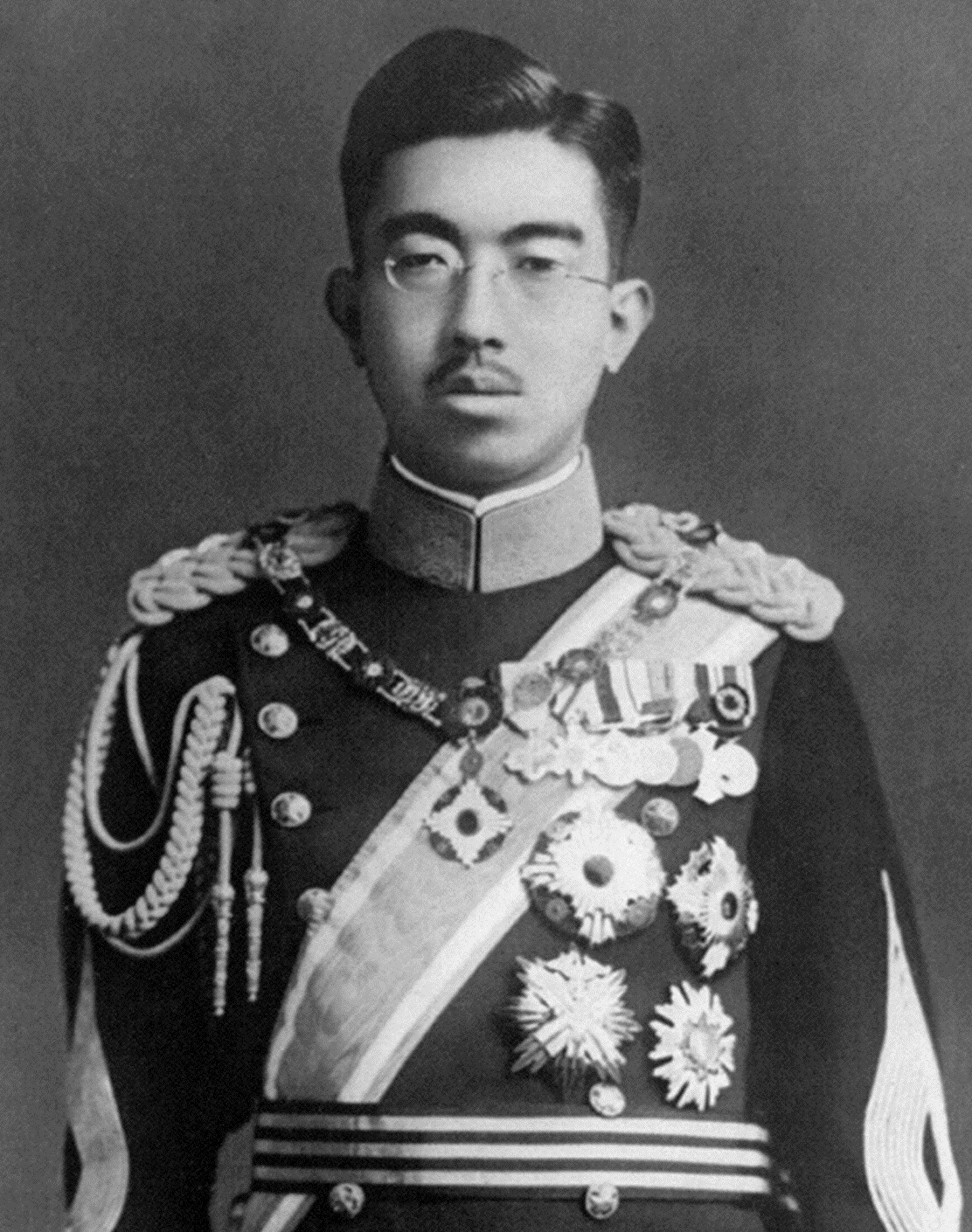
Hirohito

La locución Eje Roma-Berlín fue utilizada por primera vez por Benito Mussolini en noviembre de 1936, cuando refiriéndose al tratado de amistad firmado el 25 de octubre de 1936 entre el Reino de Italia y la Alemania nazi, dice que los dos países formarían un Eje alrededor del cual girarían los otros estados de Europa. Este pacto de amistad se forjó a iniciativa de Italia, que se estaba enfrentando a una fuerte oposición en la Sociedad de Naciones con motivo de sus guerras de ocupación en Somalia y Abisinia (Etiopía), consiguiendo con ello el apoyo de Alemania que ya había abandonado la Sociedad de Naciones en 1933. Posteriormente, en mayo de 1939, esta relación devendría en la alianza denominada Pacto de Acero y finalmente integraría también a Japón tras la firma del Pacto Tripartito el 27 de septiembre de 1940. Además de las tres grandes potencias que dan nombre al pacto, se adhirieron al mismo: Reino de Hungría, Reino de Rumania, Reino de Bulgaria y Eslovaquia, ya separada del resto de Checoslovaquia, en virtud de los acuerdos de Múnich de 1938.
Otro país, considerado por los aliados como parte del Eje fue Finlandia, aunque nunca firmó el tratado. En su relación con los nazis, Finlandia se consideraba como cobeligerante, un término que englobaba a países regidos por gobiernos títeres de los nazis como Croacia, el Gobierno de Salvación Nacional de Serbia, el Estado Independiente de Montenegro o la Francia de Vichy. Siam (Tailandia) fue otro estado cobeligerante, que apoyó al Imperio del Japón, quien tenía a su vez una serie de gobiernos títeres tales como Manchukuo (el gobierno establecido por el Imperio del Japón en Manchuria), Mengjiang, la China nacionalista de Nankín, la Segunda República filipina, la Birmania de Ba Maw o el Gobierno Provisional de la India Libre. El Reino de Italia tenía a Albania y Abisinia como estados títeres.
En 1927 Mussolini había llegado a proponer la formación de un llamado «Bloque Latino» que agrupara a Italia, Francia, España, y Portugal y que constituiría una alianza basada en la civilización latina y la cultura común entre estas naciones. Aunque la propuesta fue discutida públicamente entre los gobiernos de Italia, España y la Francia de Vichy durante la Segunda Guerra Mundial, nunca llegó a formalizarse ninguna alianza de este tipo.

## Potencias del Eje

### Alemania

Bandera de la Alemania nazi (1933-1945)

El término «nazismo» es una forma abreviada de «nacionalsocialismo»; esta ideología fue institucionalizada por el Partido Nacionalsocialista Obrero Alemán (NSDAP por sus siglas en alemán) y se aplicó en el tejido socioeconómico del país.
El «Tercer Reich» es el periodo y se utiliza como sinónimo para la Alemania nazi. La locución fue introducida por la propaganda nacionalsocialista, que contaba al Sacro Imperio Romano Germánico como el Primer Reich o Primer Imperio, al Imperio alemán de 1871 a 1918 como el segundo y a su propio régimen como el tercero. Esto fue hecho para sugerir una vuelta gloriosa de la Alemania anterior tras la República de Weimar instaurada en 1919 y que, sin embargo, nunca fue disuelta oficialmente por el nuevo régimen.
El Partido Nacionalsocialista procuró combinar símbolos tradicionales de alemanes con íconos y logotipos del Partido, siendo un símbolo único, la esvástica el más representativo del régimen, en un esfuerzo por reforzar la idea de unidad entre sus ideales y Alemania.

### Imperio del Japón

Bandera del Imperio del Japón (1868-1945)

El Imperio del Japón (大日本帝国; Dai-Nihon/-Nihon Teikoku) comúnmente se refiere a Japón desde la Restauración Meiji hasta el fin de la Segunda Guerra Mundial. Políticamente, cubre el período desde la imposición de establecer prefecturas en lugar de dominios feudales el 14 de julio de 1871, pasando por la expansión de Japón por el Pacífico y el océano Índico, hasta la rendición formal el 2 de septiembre de 1945 cuando se firmó el Instrumento de Rendición. Constitucionalmente, se refiere al período del 29 de noviembre de 1890 al 3 de mayo de 1947.
El país fue renombrado como el Imperio del Japón, ya que los clanes feudales anti-Tokugawa, Satsuma y Chōshū formaron la base de su nuevo gobierno tras la Restauración Meiji, con su intención de dejarlo como un imperio.
Aunque el Imperio del Gran Japón es la traducción literal del título en japonés, según la Constitución del Imperio del Japón (大日本帝国憲法; Dai-Nihon/-Nihon Teikoku Kenpō), los nombres «Imperio japonés» y «Japón Imperial» son comúnmente conocidos y usados, refiriéndose a la misma entidad.
En Japón, los nombres «Nihon» (日本; 'Japón'), «Dai-Nihon» (大日本; 'Gran Japón'), «Dai-Nihon/-Nihon Koku» (大日本国; 'Nación del Gran Japón'), «Nihon Teikoku» (日本帝国; 'Imperio del Japón') fueron usados todos y no fue hasta 1936 que el título apropiado del país fue estandarizado.
En 1946, un año después del término de la guerra, Japón se reestructuró como parte de su derrota, y el título del país fue una vez más corregido a «El Estado del Japón» (日本国; Nihon Koku) en el borrador dentro de la Constitución de Japón.

### Reino de Italia y sus colonias

Bandera del Reino de Italia (1861-1946)

El fascismo en Italia (que originó la llamada Italia fascista) fue un movimiento político del siglo XX que surgió en Italia al finalizar la Primera Guerra Mundial a través del Partido Nacional Fascista fundado por Benito Mussolini.
Nació en parte como reacción a la Revolución Bolchevique de 1917 y a las fuertes peleas sindicales de trabajadores y braceros que culminó en el bienio rojo, en parte como polémica respecto a la sociedad liberal-democrática que salió maltrecha de la experiencia de la Primera Guerra Mundial.
El nombre deriva del vocablo italiano fascio (latín: fascis). La palabra, en la Roma antigua, era usada como símbolo de la unión de los luchadores. El símbolo fascista es el fasces romano que significaba el poder del régimen, en particular el poder jurisdiccional.
A partir de 1943, con la invasión aliada de la península itálica, se produce la caída y detención de Mussolini y se hace el posicionamiento del gobierno de Pietro Badoglio con los aliados, esto provoca a su vez la invasión alemana de Italia, la liberación de Benito Mussolini que establece la República Social Italiana o República de Salò en la zona que ocupan los alemanes. Mientras, en la zona liberada por los aliados, sigue el Reino de Italia esta vez a favor de los aliados, con la consecuente guerra civil entre italianos. Después de la Rendición en 1943 y a consecuencia del apoyo del rey Víctor Manuel III a Mussolini, este abdica a finales de 1943 hacia su hijo Humberto II, que actuó como regente hasta el final de la guerra y en 1946 se proclamó rey de Italia hasta la realización del referéndum en la que se establece la actual República de Italia.

## Socios del Eje

### Reino de Hungría

Bandera de Hungría en 1940.

Desde 1920, el almirante Miklós Horthy había sido regente de Hungría. Mediante el Tratado de Trianon, ese país había perdido el 72 % de su territorio histórico a favor del Reino de Rumania, Checoslovaquia y el Reino de Yugoslavia. El incremento de la influencia alemana sobre los Balcanes antes de la guerra, motivaron a Horthy a unir Hungría al Pacto Tripartito en noviembre de 1940, luego de haber recibido territorios de Checoslovaquia y el Reino de Rumania durante los Arbitrajes de Viena (1938 y 1940).
Posteriormente, los ejércitos húngaros participaron en la invasión de Yugoslavia, recibiendo más territorio por esto. La eventual participación del Reino de Hungría en la invasión de la Unión Soviética fue necesaria para contrarrestar la influencia que el Reino de Rumanía empezaba a tener sobre Alemania. Las deportaciones masivas de judíos húngaros a los campos de exterminio se iniciaron a inicios de 1944, pero para aquel entonces, la población judía ya había sido despojada de sus derechos básicos mediante la aplicación de leyes raciales.
Cuando el curso de la guerra se volteó definitivamente contra Alemania nazi, Horthy intentó negociar un armisticio por separado con los soviéticos, siendo su hijo su representante. Hitler se enteró de los planes de Horthy y envió un comando encabezado por Otto Skorzeny a secuestrar a su hijo. La maniobra funcionó y Hungría permaneció al lado de Alemania hasta el final de la guerra. No obstante, Horthy fue reemplazado por Ferenc Szálasi, filogermano del Partido de la Cruz Flechada.
Después de la batalla de Budapest, el gobierno húngaro colapsó y Hungría fue ocupada por el Ejército Rojo, que convirtió el país en un estado socialista. Todas las anexiones húngaras durante la guerra fueron declaradas nulas y Hungría recuperó sus antiguas fronteras, a excepción de unas villas que fueron cedidas a Checoslovaquia. Luego de la guerra, Horthy logró encontrar refugio en Portugal, donde murió. Szálasi no corrió la misma suerte, ya que fue juzgado y ejecutado por las autoridades comunistas.

### Reino de Rumania

Bandera de Rumania

Desde su llegada al trono rumano en 1930, Carol II había iniciado una serie de medidas dictatoriales y represivas, siendo apoyado por el movimiento fascista conocido como la Guardia de Hierro. En mayo de 1939, los principales miembros de la Guardia de Hierro son arrestados por Carol II, que al contar con suficiente poder había ilegalizado aquel movimiento violento y proalemán en 1933. Carol II también había abolido los partidos políticos y había iniciado la aplicación de medidas antisemitas en su gobierno, aunque no se había aliado con Alemania, en un intento de repetir la relativamente exitosa política de neutralidad de Rumania durante la Primera Guerra Mundial. No obstante, las rápidas derrotas aliadas en Polonia y Francia dejaron a Rumania en una posición delicada, ya que no contaba con aliados en una región controlada por Alemania.
Una vez que la Unión Soviética, el Reino de Hungría y el Reino de Bulgaria tomaron en 1940 un tercio del territorio rumano, el reinado de Carol II se debilitó. Esta debilidad fue aprovechada por Horia Sima, jefe de la Guardia de Hierro, y el general Ion Antonescu para obligar al rey a abdicar el 6 de septiembre de 1940. Antonescu tomó entonces todo el poder y, apoyado por la Guardia de Hierro, invitó a las tropas alemanas a ocupar Rumania; semanas más tarde, Antonescu afilió su país al Eje.
Después de una revuelta de la Guardia de Hierro en enero de 1941, Antonescu envió a muchos de sus miembros al exilio y se apoyó cada vez más en el Ejército para seguir en el poder. También continuó con las medidas de segregación racial de Carol II y, al avanzar la guerra, se inició una persecución brutal, más no general, de los judíos rumanos. Por esta razón, muchas poblaciones judías no desaparecieron en algunas regiones de Rumanía, aunque sus derechos básicos sí fueron negados.
En noviembre de 1940, Hitler le anunció a Antonescu su intención de invadir la Unión Soviética. Diez días antes del inicio de la invasión, Hitler le solicitó a Antonescu la participación de sus tropas en la campaña; por lo tanto, el Reino de Rumanía envió a casi medio millón de soldados a la operación Barbarroja, aunque muchos mal entrenados y equipados. Esto quedó claro en la operación Urano, que diezmó a las fuerzas rumanas y creó el terrible Kessel de Stalingrado.
Aproximadamente en mayo de 1944, el Ejército Rojo cruzó la frontera con el Reino de Rumanía. La proximidad del enemigo, la destrucción de dos ejércitos rumanos, la terrible inflación y el bombardeo de la fuerza aérea estadunidense de los pozos petrolíferos rumanos, amenazaron con convertir a Rumanía en un campo de batalla, por lo que el 23 de agosto, el rey Miguel I dio un golpe de Estado y destituyó a Ion Antonescu. Inmediatamente, las tropas alemanas fueron expulsadas del Reino de Rumanía y los Balcanes se abrieron a los soldados de la Unión Soviética.
El Reino de Rumanía no fue tratado como aliado por los Aliados y, aunque recuperó el territorio perdido ante Hungría en el verano de 1940, no recobró el cedido a la Unión Soviética y ni a Bulgaria. Ion Antonescu fue juzgado y ejecutado, y el embajador alemán, Manfred von Killinger, responsable de una serie de atrocidades cometidas en el Reino de Rumanía, se suicidó. Rumanía quedó controlada por la Unión Soviética después de la guerra y la monarquía se abolió en 1947.

### Reino de Bulgaria

Bandera del Reino de Bulgaria (1878-1944)

Desde 1930, el zar Boris III había iniciado una serie de medidas desafiantes a la Sociedad de Naciones, siguiendo el ejemplo alemán, como la creación de una fuerza aérea búlgara. En febrero de 1940, Bogdan Filov ocupa el cargo de primer ministro. Tanto el zar como el primer ministro eran germanófilos e intentaron recuperar las fronteras pérdidas en los tratados de Bucarest y de Neuilly. En efecto, en septiembre de 1940, el Reino de Bulgaria logró recuperar la Dobruja meridional del Reino de Rumania en los Acuerdos de Craiova.
Aunque Bulgaria se había aproximado a Alemania durante las negociaciones por la Dobruja, los gobernantes de Bulgaria aún esperaban poder conservar su neutralidad en el conflicto europeo. No obstante, sus esperanzas se frustraron abajo cuando las fuerzas alemanas se acercaron a su frontera y solicitaron permiso para cruzarlas para invadir Grecia a inicios de 1941. El zar aceptó y desde entonces el Reino de Bulgaria se consideró miembro del Eje. Finalmente, el 1 de marzo, el Reino de Bulgaria se adhirió al Pacto Tripartito y su alianza con Alemania se convirtió en oficial. No obstante, la participación búlgara en la guerra fue limitada, aunque terminó anexándose territorio griego y yugoslavo y logrando recuperar su salida al mar Egeo.

En amarillo, la sección de la Dobruja tomada por el Reino de Bulgaria del Reino de Rumania en 1940.

El Gobierno búlgaro rehusó participar en la invasión de la Unión Soviética en junio de 1941, una ofensiva que no era popular entre la población eslava del país. En agosto de 1943, Boris murió después de regresar de Alemania y su sucesor, Simeón II, era aún un niño de seis años, por lo que el poder recayó en el Consejo de Regencia conformado por el príncipe Cirilo, el antiguo presidente del Consejo de Ministros Filov y el ministro de la Guerra Michov. Estos hombres eran de extrema derecha y sus decisiones quedaron sujetas a Alemania. No obstante, Bulgaria siguió manteniendo relaciones con la Unión Soviética y, aunque el Gobierno búlgaro accedió a la deportación masiva de judíos a campos de concentración, en la práctica, la medida nunca se aplicó, a excepción de pocos casos, ya que los mismos agentes gubernamentales entorpecieron la labor de deportación, ejecutada por alemanes. No pasó lo mismo con los comunistas, muchos de ellos perseguidos y encarcelados.
El 5 de septiembre de 1944, la Unión Soviética inició la invasión del país; tres días después, Bulgaria cambió de bando y los regentes fueron depuestos. Bulgaria comenzó entonces a combatir lucha contra Alemania, enviando medio millón de hombres a Yugoslavia. Las fuerzas búlgaras pasaron al norte, a Austria y el Hungría, donde tomaron contacto con unidades británicas el 8 de mayo de 1945.
Después de la guerra, se instauró un régimen socialista en el país y el zar y la familia real fueron enviados al exilio. En el Tratado de París de 1947, Bulgaria devolvió los territorios tomados de Yugoslavia y de Grecia, pero conservó la Dobruja meridional de Rumanía.

## Cobeligerantes

### Finlandia

Bandera de Finlandia desde su secesión de Rusia en 1918.

Anexada al Imperio ruso en 1808, Finlandia logró su independencia ciento diez años después (con un breve periodo monárquico, el del Reino de Finlandia), aprovechando el caos de la guerra civil rusa, junto con Polonia, Ucrania y los Estados bálticos.
En 1939 la Unión Soviética había anexado la mitad oriental de Polonia y Finlandia temía por su autonomía. El 30 de noviembre de 1939, Finlandia fue invadida por el Ejército Rojo, pero el resultado no fue el esperado. Finlandia puso en jaque a varias unidades enemigas y, aunque finalmente fue derrotada, ganó el derecho de negociar un Tratado de Paz, por el que perdió casi 10 % de su territorio (véase Guerra de Invierno).
La derrota finlandesa, la falta de apoyo internacional y la continua intromisión soviética en los asuntos internos del país, motivó su participación en la invasión alemana de la Unión Soviética en 1941, como método de saldar cuentas con su vecino.

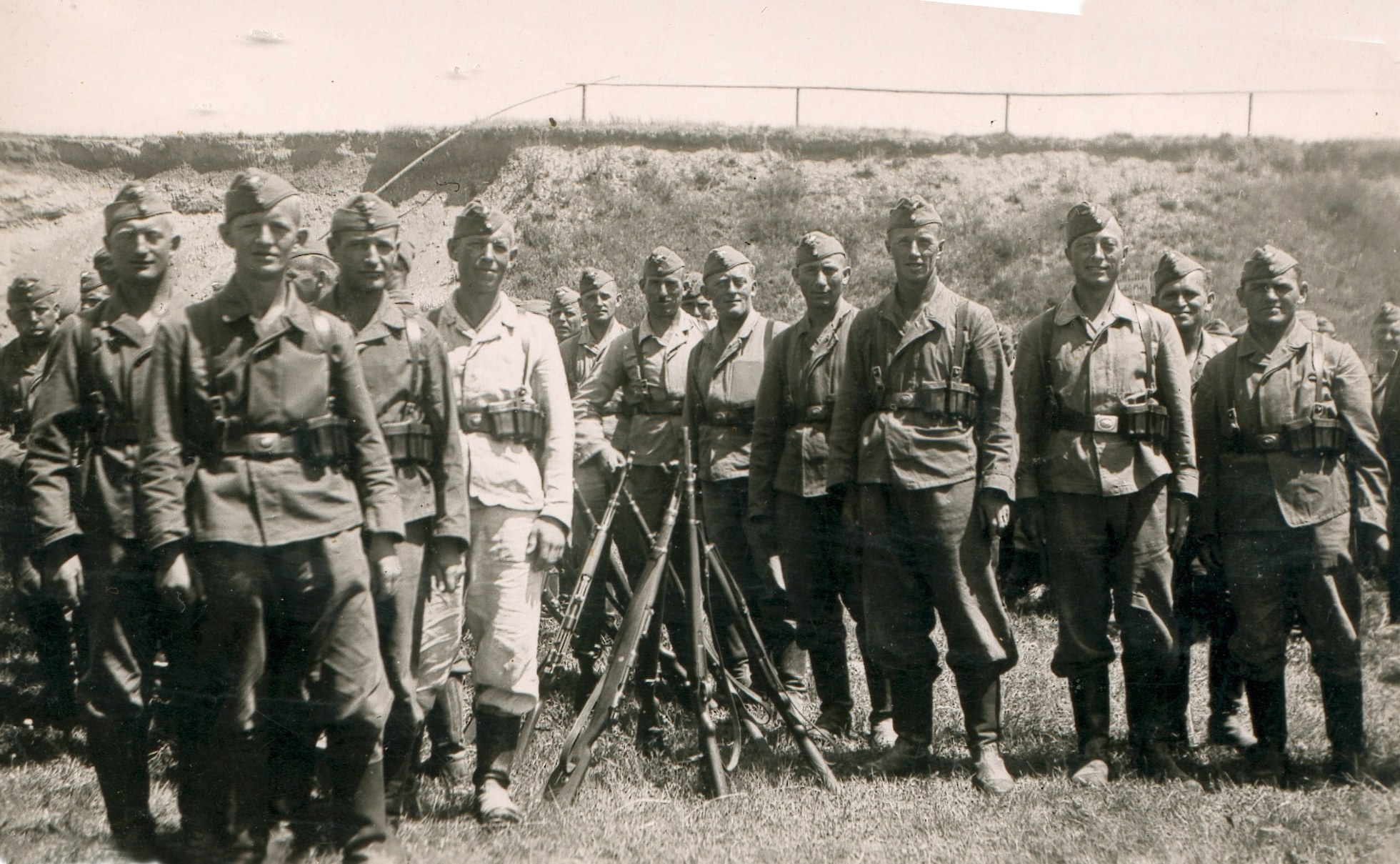
Soldados alemanes en Finlandia durante la guerra de Continuación.

En esta nueva guerra, llamada guerra de Continuación, la participación finlandesa junto a Alemania fue voluntaria, y por esta razón, las unidades finlandesas no estaban subordinadas a los objetivos germanos, y se limitaron a avanzar un poco más allá de las fronteras previas a 1940. Además, los finlandeses se opusieron a la aplicación de medidas racistas en su sociedad y se permitió la participación de judíos en la guerra, a pesar de las simpatías existentes en el país por Hitler y el fascismo. El líder finlandés, Carl Gustaf Mannerheim, tenía sus razones para no confiar en Alemania, ya que estos no habían hecho nada para ayudarlos durante la guerra de Invierno; de hecho, en el Pacto Ribbentrop-Mólotov, Hitler había aprobado la invasión de Finlandia.
A inicios de junio de 1944, los alemanes fueron «barridos» del lago Ladoga y las tropas tudescas estacionadas en Finlandia prepararon su retirada de aquel país. En efecto, unos meses antes, Mannerheim le había advertido a Alemania que si los tudescos perdían el control de Estonia, Finlandia negociaría la paz por separado con los soviéticos. Las amenazas finlandesas eran serias y el 19 de septiembre negociaron un armisticio. Los alemanes desplegados en Finlandia se batieron en retirada por Laponia y arrasaron Rovaniemi como represalia por el cambio de bando finlandés.
Al finalizar la guerra, Finlandia recuperó definitivamente las fronteras de 1940 salvo por unas pérdidas adicionales, como la salida al mar de Barents. Durante la guerra, Finlandia perdió unos 86 000 soldados, pero logró conservar su independencia de la Unión Soviética.

### Tailandia

Bandera de Tailandia desde 1932 hasta la actualidad

Tailandia fue un especial aliado de Japón, pues vio en esa alianza una oportunidad de expulsar a los británicos y franceses de Asia, a pesar de que veía en Japón un nuevo esclavizador. Pero a finales de 1944 después de la destitución del primer ministro Plaek Pibulsonggram, Tailandia decidió unirse a los Aliados de manera formal contra Japón.

### Irán

Bandera de Irán durante la Segunda Guerra Mundial

Desde 1928, el sah de Persia, Reza Pahlavi, había intentado minimizar la influencia británica en su país. En 1932, Reza canceló un acuerdo con la Anglo-Persian Oil Company pero, al ser presionado por el Reino Unido, firmó rápidamente otro. No obstante, poco a poco, Irán fue estrechando sus relaciones comerciales con Alemania, en perjuicio del Imperio británico.
La invasión de la Unión Soviética en 1941 convirtió a Irán en un corredor estratégico para llevar recursos al Cáucaso. No obstante, el sah se negó a permitir el transporte de armas a la Unión Soviética por su territorio, alegando neutralidad. El 25 de agosto, los británicos y soviéticos invadieron Irán, alegando a su vez que los alemanes en su territorio eran espías y que el sah planeaba vender petróleo exclusivamente a la Alemania nazi.
Se obligó a Riza a abdicar y, después de pasar un período en Mauricio, viajó a Sudáfrica, donde murió en julio de 1944. Mohammad Reza Pahlevi fue coronado el 16 de septiembre de 1941 en lugar de su padre y permitió el cruce de materiales de guerra por su territorio hacia el norte por el resto de la guerra. En septiembre de 1943, Irán le declaró la guerra a Alemania como requisito para formar parte de las Naciones Unidas. Durante la Conferencia de Teherán, los Estados Unidos le garantizaron al nuevo sah que su país estaría libre de tropas extranjeras al finalizar la guerra, no obstante, la Unión Soviética proclamó dos pequeñas repúblicas socialistas con las provincias iraníes de Azerbaiyán Meridional en 1945. En mayo de 1946, la Unión Soviética abandonó las provincias mencionadas después de recibir concesiones de petróleo. No obstante, luego de que las provincias fueron anexionadas nuevamente por Irán, las concesiones fueron revocadas.

### Reino de Irak

Bandera de Irak durante la Segunda Guerra Mundial.

A inicios de la Segunda Guerra Mundial, el Reino de Irak era gobernado por el regente Abdul Ilah, ya que el futuro rey, Faysal II, era menor de edad. Aunque Irak había obtenido su independencia en 1932, los británicos conservaban sus bases militares en el país y sus efectivos podían movilizarse sin restricciones. Además, el reino poseía responsabilidades comerciales con el Reino Unido, sin recibir gran beneficio por ello.

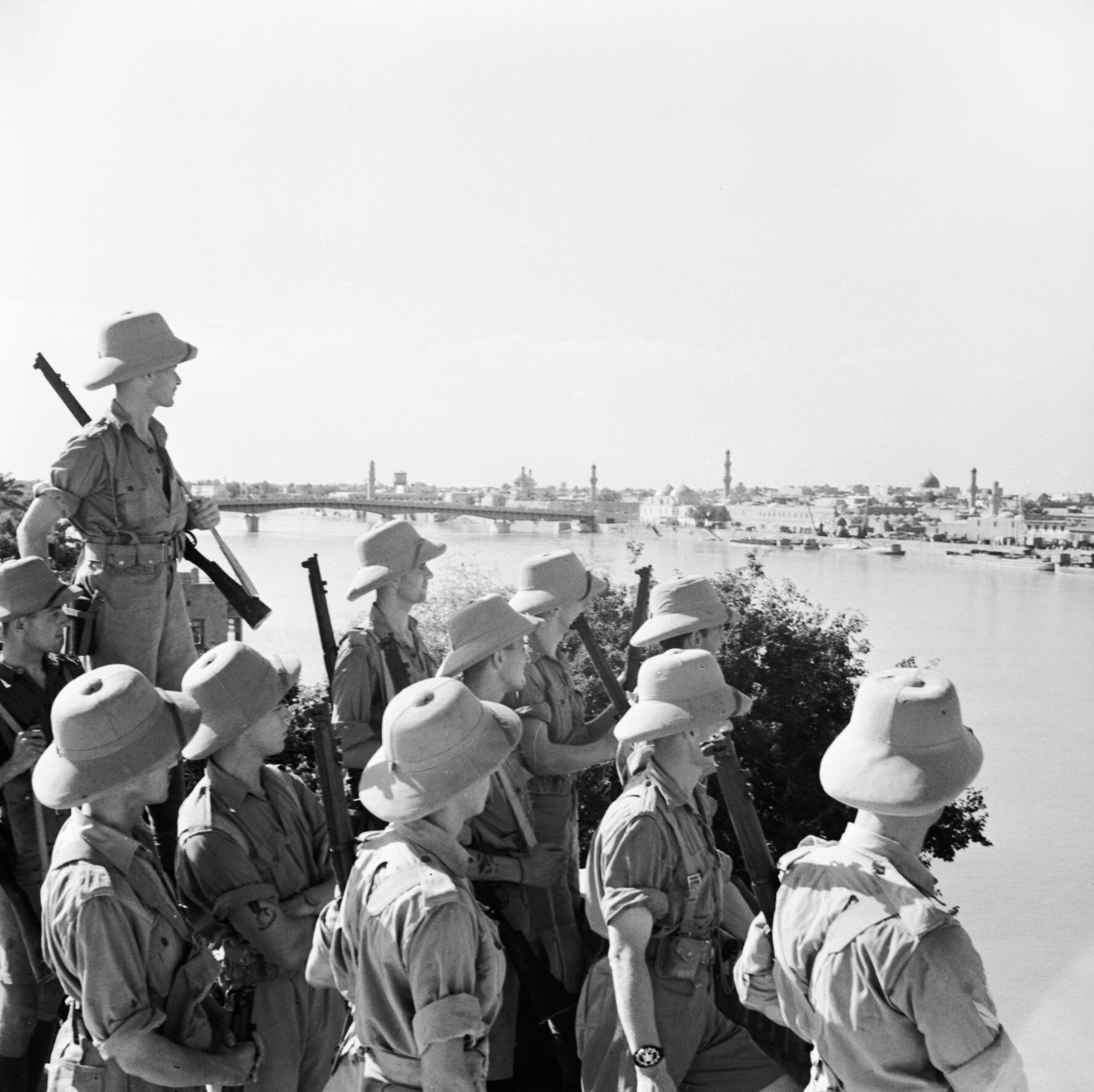
Soldados británicos a las puertas de Bagdad el 11 de junio de 1941.

A causa de esto, un fuerte sentimiento antibritánico surgió en el país, especialmente en el Ejército, y cuatro generales nacionalistas empezaron a conspirar para derrocar al Gobierno probritánico. El 3 de abril de 1941, los generales iraquíes dieron un golpe de Estado y derrocaron al regente, aunque respetaron el sistema monárquico. El general Rashid Ali fue nombrado primer ministro e inmediatamente solicitó apoyo militar a Alemania para poder contrarrestar el inminente ataque británico. Los iraquíes sitiaron la base de la fuerza aérea británica en Habbaniya, pero los sitiados lograron levantar el cerco. La ayuda alemana se limitó a enviar unos bombarderos de la Luftwaffe para bombardear Habbaniya, sin resultados decisivos. El 18 de abril se inició un desembarco británico en Basora y más tropas llegaron desde Transjordania.
A finales de mayo, Bagdad cayó en manos británicas y Rashid Alí y su Gobierno escaparon a Irán y luego a Alemania. El 31 de mayo se firmó un armisticio y el Gobierno iraquí probritánico fue restaurado. Al percatarse de que los aviones alemanes habían repostado en el Líbano y Siria durante la Guerra Anglo-Iraquí, los británicos procedieron a ocupar también esas colonias, hasta entonces bajo el control de la Francia de Vichy. Las tropas británicas abandonaron el Reino de Irak en 1947.
Rashid Alí regresó a Irak en 1958 al ser abolida finalmente la monarquía. Allí intentó derrocar a Abdul Karim Qasim, pero falló y fue sentenciado a muerte; no obstante, fue perdonado.

### Estado de Birmania

Bandera del Estado de Birmania.

El Estado de Birmania fue un estado títere creado en 1943 bajo la invasión y ocupación japonesa, lo que llevó al país a ser miembro de las Potencias del Eje, aunque el 27 de marzo de 1945 un golpe de Estado dirigido por militares probritánicos provocó su incorporación a los Aliados prolongando su existencia hasta el final de la Segunda Guerra Mundial. Después de la Segunda Guerra Mundial el Reino Unido reincorporó Birmania a sus dominios en Asia.

## Gobiernos colaboracionistas

### República Social Italiana (Italia 1943-1945)

Bandera de la efímera República Social Italiana.

Durante la invasión de Sicilia, el rey Víctor Manuel III se decidió a actuar contra el primer ministro Benito Mussolini. Después de que el Gran Consejo Fascista aprobase un voto de censura, Mussolini fue arrestado el 25 de julio de 1943. Su sucesor, Pietro Badoglio, le aseguró a Hitler que el Reino de Italia no abandonaría a Alemania, pero el 8 de septiembre, el Reino de Italia anunció la firma de un armisticio con los Aliados. El Ejército Alemán ocupó entonces el centro y norte de Italia y se dio la orden de rescatar a Mussolini, apresado en el Gran Sasso. El famoso SS Otto Skorzeny le rescató el 12 de septiembre y este proclamó la creación de la República Social Italiana, también conocida como República de Saló, ya que su capital estaba ubicada en esta localidad.

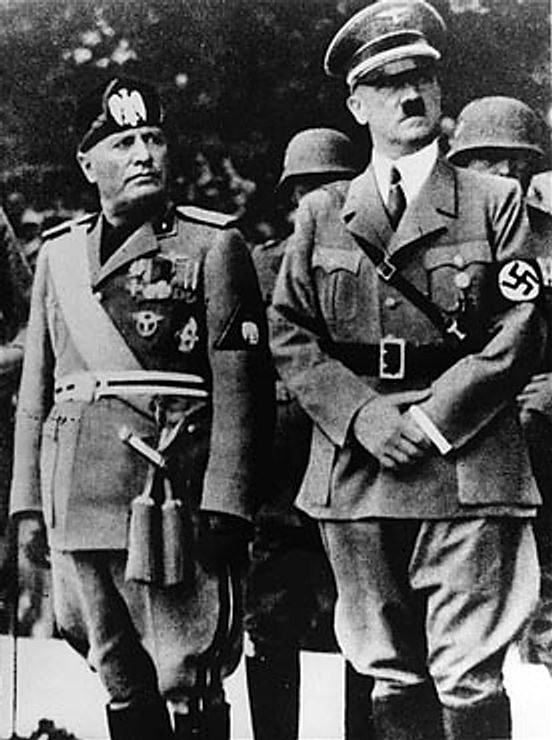
Durante su último gobierno, Mussolini (izq.) dependió de Hitler para mantenerse en el poder.

Mussolini inició la creación de unas nuevas Fuerzas Armadas Italianas, que no superaron las cinco divisiones, bajo el mando del mariscal Rodolfo Graziani. En el Proceso de Verona, cinco miembros del Gran Consejo Fascista que había votado contra Mussolini fueron juzgados y ejecutados, incluyendo su yerno, Galeazzo Ciano. La autoridad real de Mussolini fue escasa y no tardó en comprenderlo, ya que todas las decisiones importantes eran tomadas desde Berlín. Después de la derrota alemana en Francia, cayó en un estado de ánimo depresivo que se acentuó en los siguientes meses, ya que se percató de la inevitable derrota.
El 25 de abril de 1945, estalló una revuelta general partisana en el norte de Italia y la posición de Mussolini se hizo insostenible. Después de que los partisanos declararan la pena de muerte para todos los jerarcas fascistas, Mussolini disolvió su Gobierno y trató de escapar a Suiza disfrazado de soldado alemán. Sin embargo, un grupo de partisanos lo reconoció y capturó el 27 de abril; se le ejecutó al día siguiente junto con varios de sus ministros, que le acompañaban en su frustrada huida. El 29 de abril de 1945, el mariscal Graziani, que había sido capturado por los Aliados, rubricó por poderes la llamada rendición de Caserta, capitulación oficial de las tropas alemanas en Italia, así como del Ejército de la República Social Italiana (siendo este último punto el de incumbencia de Graziani). Este documento selló el fin de la república fascista.

### Francia de Vichy

Estandarte presidencial de la «Francia de Vichy».

«Francia de Vichy» o «régimen de Vichy» es el nombre con que informalmente se conoce al régimen instaurado en parte del territorio francés y en la totalidad de sus colonias tras la firma del armisticio con la Alemania nazi en el marco de la Segunda Guerra Mundial.
El Gobierno de Vichy cuyo jefe de Estado fue el antiguo héroe de la Primera Guerra Mundial, el mariscal Philippe Pétain, quedó dominado inicialmente por Pierre Laval hasta diciembre de 1940, cuando las intrigas de los colaboracionistas franceses provocaron su renuncia y le sucedió el almirante François Darlan, de tendencias también proalemanas. De hecho, Pétain se mantenía como jefe de Estado gracias a su gran prestigio popular, por lo cual los nazis insistieron en mantenerlo como líder máximo del régimen. La Francia de Vichy gozaba de una autonomía práctica bastante reducida debido a que la zona ocupada de Francia abarcaba los centros industriales estratégicos, las ciudades más pobladas, y las zonas de mayor producción industrial y agrícola; además de ello, Hitler designó un embajador especial ante Vichy, Otto Abetz, para cuidar que la política interior de Vichy se mantuviera conforme con los objetivos trazados por Alemania.
El nombre oficial con que se denominó el régimen fue «Estado Francés» (État Français) porque formalmente constituyó una interrupción de la III República francesa (en tanto el nombre «República» desaparece de las actas oficiales del régimen) por los cambios constitucionales que liquidaron la democracia parlamentaria y establecieron un régimen autoritario. El sistema político se encuadraba en los regímenes autoritarios de la época, y era deudor del corporativismo, mostrando simpatía visible hacia la ideología del fascismo.
Para mantener la apariencia de un gobierno autónomo, Laval decidió instalar la sede administrativa del Gobierno colaboracionista en alguna gran urbe de la Francia no ocupada, pero ello no fue posible por cuestiones de seguridad y por presión alemana, de modo que, con el paso de los meses, se determinó tácitamente que Vichy constituía la sede del Gobierno en la práctica, aunque nunca fue declarada oficialmente como «capital». Inmediatamente el régimen impuso una serie de medidas de inspiración fascista, persiguiendo a la masonería y repudiando públicamente la alianza con el Reino Unido y la democracia parlamentaria de la III República Francesa; el 10 de julio de 1940 se estableció una nueva estructura del régimen, se suspendieron numerosos artículos de la Constitución de 1875, y se cambió el nombre oficial del país a «Estado Francés» (État Français) para evitar la denominación de «República». Philippe Pétain fue proclamado «jefe del Estado Francés» y Laval ocupó el cargo de presidente del Consejo de Ministros.
De todas formas, Vichy perdió la poca autonomía de la que disponía después de que la zona no ocupada fuera invadida por tropas alemanas e italianas el 11 de noviembre de 1942, con lo cual las tropas de la Wehrmacht implantaron su control directo sobre todo el territorio francés y desplazaron del mando a la administración civil francesa, si bien se mantuvo a ésta (y al Gobierno de Pétain) para mantener la ficción de una Francia independiente y porque para los intereses nazis convenía que la Administración siguiera en manos de franceses colaboradores de Alemania debido a los costos humanos y materiales de instalar una burocracia puramente alemana. La seguridad interna y la policía quedaron completamente bajo mando de la Gestapo nazi y desapareció la poca independencia que aún podía exhibir el régimen de Pétain.
No obstante, la duración de este Gobierno no fue más allá de la presencia de las tropas alemanas en Francia y su disolución ocurrió en agosto de 1944, poco después de la liberación de París, cuando los tudescos trasladaron a Pétain, Laval y los demás colaboracionistas de Vichy a la localidad alemana de Sigmaringen, donde permanecieron como refugiados hasta el fin de la guerra, lo que puso fin al régimen colaboracionista. La conclusión de la guerra llevó aparejada la condena a muerte de Petain, conmutada luego por cadena perpetua por el general Charles de Gaulle; murió preso en la isla de Yeu en 1951. Laval huyó a España, pero fue entregado al Gobierno gaullista y fusilado por traición en octubre de 1945.

### Bohemia y Moravia (República Checa)

Bandera del Protectorado de Bohemia y Moravia

Después de la ocupación alemana de los Sudetes en octubre de 1938, el gobierno checoslovaco perdió poder, y el movimiento independentista eslovaco ganó autoridad, auspiciado por los alemanes. El 15 de marzo, un día después de la secesión de Eslovaquia, Hitler declaró el Protectorado de Bohemia y Moravia, que incluía la mayor parte del territorio de la actual República Checa, excepto los Sudetes.
El Protectorado fue gobernado nominalmente por Emil Hácha, pero este no poseía ningún poder real. Hácha protestó inicialmente contra las medidas autoritarias del Reichsprotektor Konstantin von Neurath, pero el posterior arresto de muchos de sus amigos y colaboradores, así como la futilidad de su oposición, acabarían con la voluntad de Hácha, que terminaría convirtiéndose en una marioneta del gobierno alemán.
A diferencia de su presidente, la resistencia checa intentó liberarse activamente de los invasores tudescos y organizó diversas operaciones en su territorio. La más conocida es la operación Antropoide, donde fue asesinado el Reichsprotektor Reinhard Heydrich, apodado «El Carnicero de Praga». En 1943 el Reichsprotektor Karl Hermann Frank envió a decenas de miles de obreros checos a Alemania para trabajar como esclavos en la industria armamentista. Poco después fue prohibida cualquier actividad industrial no relacionada con la guerra.
El 11 de mayo de 1945 Praga fue ocupada por el Ejército Rojo (véase batalla de Praga) y Hácha fue arrestado, muriendo seis semanas después debido a su frágil salud. La República Checa recibió los Sudetes y fue unida a Eslovaquia de nuevo, formándose otra vez Checoslovaquia, esta vez como un estado socialista. Al finalizar la guerra, casi toda la población judía de la República Checa había muerto por la escasez de la guerra (unos 120 000) junto con decenas de miles de checos (entre 36 000 y 55 000).

### Manchukuo

Bandera de Manchukuo

Durante el período de entreguerras la República de China estaba inmersa en una sangrienta guerra civil entre los señores de la guerra, el Kuomintang y el Partido Comunista Chino. Este período de caos interno fue aprovechado por la Unión Soviética y el Imperio del Japón para continuar su lucha por el control de Manchuria. El único oponente chino en Manchuria, Zhang Zuolin, fue asesinado por los japoneses en 1928, al hacer estallar su tren.

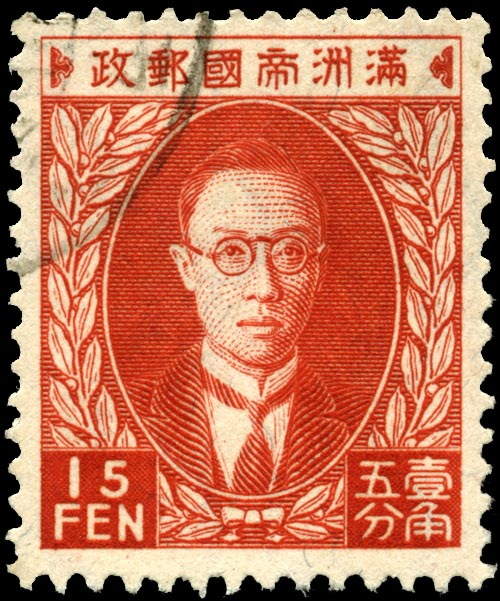
Estampilla de Manchukuo de 1935 con el rostro de Puyi.

El Incidente de Mukden es utilizado por Japón como excusa para invadir Manchuria en 1931 y declarar el Gran estado Manchú el 18 de febrero de 1932 como una entidad independiente de China. El último Emperador de China, Puyi, fue colocado al mando del nuevo país, que fue renombrado Gran Imperio Manchukuo en 1934. La Sociedad de Naciones se niega a reconocer a Manchukuo, y Japón desafía al organismo retirándose del mismo.
Manchukuo sirvió de suministro de materias primas a Japón y de base para sus campañas contra China y la Unión Soviética antes y durante la Segunda Guerra Mundial (véase segunda guerra sino-japonesa y batalla de Khalkhin Gol respectivamente).
El 8 de agosto de 1945 la Unión Soviética inició la invasión de Manchukuo, coincidiendo con los bombardeos atómicos sobre Hiroshima y Nagasaki de parte de Estados Unidos. El Emperador Puyi no poseía ningún poder sobre las tropas niponas y manchúes en su territorio, y se limitó a permanecer en su palacio durante la invasión. Cuando la derrota fue inminente, Puyi renunció al trono pero no escapó. El 8 de septiembre el Ejército Rojo se detuvo en Corea, después de haber ocupado a Manchukuo en su totalidad. Puyi fue arrestado y enviado a una «escuela de reeducación» donde permaneció hasta 1960.

### Régimen chino colaboracionista

Bandera del Gobierno de Nankín.

El Gobierno nacionalista de Nankín (chino tradicional: 南京国民政府; pinyin: Nánjīng Guó Mín Zhèngfǔ), también llamado Gobierno de Wang Jingwei, fue un gobierno títere del Imperio japonés en la República de China, creado en marzo de 1940 y bajo el mando de Wang Jingwei. Su nombre oficial fue República de China (中華民國, Zhōnghuá Mínguó), pero también es llamada a veces como la República de China-Nankín. Otros nombres empleados frecuentemente por la historiografía son «Régimen Wang Jingwei» (汪精卫政权, Wāng Jīngwèi Zhèngquán) o simplemente «Régimen de Nankín».
El Gobierno de Wang Jingwei fue uno de los varios «estados títeres» de los japoneses durante la segunda guerra sino-japonesa (1937-1945), y un rival para el gobierno de Chiang Kai-shek, que fue, con el mismo nombre, Gobernador Nacional de la República de China en Chongqing. Wang Jingwei era un miembro del ala izquierda del Kuomintang (KMT), que se había desgajado del gobierno de Chiang en marzo de 1940 rechazando a los invasores japoneses. Reclamando ser el legítimo gobierno de la República de China, enarboló la misma bandera e incluyó el mismo emblema que el Gobierno Nacional de Chiang Kai-Shek, Sin embargo, es reconocido de forma mayoritaria como un estado títere y no gozó de reconocimiento diplomático, a excepción de entre los estados del Pacto Antikomintern.
El Gobierno Nacionalista de Nankín fue en teoría una reintegración de varias entidades que Japón había establecido en el norte y centro de China, incluyendo la Gobierno Reformado de la República de China del este, el Gobierno Provisional de la República China del norte, y el Gobierno Mengjiang en la Mongolia Interior. No obstante, tanto el norte de China como Mongolia Interior permanecieron relativamente libres de su influencia.

### Mengjiang

Bandera de Menjiang

Mengjiang (en Chino: 蒙疆, en Pinyin: Měngjiāng, Wade-Giles: Meng-chiang, Transcripción del sistema postal chino: Mengkiang), oficialmente denominado como Gobierno Autónomo Unido de Mengjiang, fue un estado títere creado por tropas de Japón en el norte de China en 1936 y que existió hasta el fin de la Segunda Guerra Mundial.
Mengjiang estaba compuesta por las antiguas provincias chinas de Chahar y Suiyuan que corresponden a la parte central de la Mongolia Interior contemporánea; Mengjiang fue llamada por los japoneses Mengkukuo o Mongokuo, una mezcla entre Manchukuo (otro estado títere anterior en China) y Mongkyo su nombre en japonés. El gobernante fue el aristócrata mongol Demchugdongrub, bajo control total de asesores militares nipones. La capital del gobierno era la localidad de Kalgan, actualmente Hohhot. Para enfatizar el nacionalismo mongol que presuntamente trataba de estimular Japón se estableció en Mengjiajng el nombre de era Genghiskhan (en conmemoración a Genghis Khan)
Aunque el objetivo de Japón, al permitir la creación de Mengjiang, era utilizar en su favor al nacionalismo mongol en detrimento de China, la población del estado estaba conformada en su mayoría por chinos de etnia han (aproximadamente el 80 %).

### Croacia
Reprimido durante el período de entreguerras, el partido nacionalista croata Partido Croata por los Derechos se convirtió en un movimiento terrorista conocido como Ustachá. Tras la invasión de Yugoslavia a inicios de 1941, por Alemania, Hungría e Italia, estas naciones procedieron a repartirse el país. El Ustachá, encabezado por Ante Pavelić, consiguió de las naciones victoriosas el permiso para formar un estado croata, que incluía a Bosnia y Herzegovina y gran parte de la actual Croacia.
Entonces, los ustachá inician la disolución del gobierno serbio. En respuesta a la represión alemana y croata surgen dos grupos armados: los chetniks (serbios monarquícos) y los partisanos (comunistas). Los chetniks luego de radicalizar su postura, perseguirían y asesinarían a musulmanes y, especialmente, a los croatas. Los partisanos, liderados por Tito, lograrían obtener el apoyo británico, quienes al finalizar la guerra les entregarían a funcionarios gubernamentales y soldados del Ustachá junto con sus familias. Los partisanos los someterían a una larga marcha de la muerte, conocida como la masacre de Bleiburg. En este genocidio fueron asesinadas más de 200 000 personas, incluidos mujeres y niños. Se han encontrado zanjas de más de 3 kilómetros de largo, donde eran enterradas las víctimas luego de ser ejecutadas.
Ante Pavelić logró escapar a Argentina, donde vivió hasta 1957, cuando fue tiroteado en la calle por la policía secreta del gobierno yugoslavo. Pavelić sobrevivió al ataque, pero tuvo que escapar a España, donde murió dos años después, al complicarse sus heridas.

### Eslovaquia
Luego de que los acuerdos de Múnich despojaran a Checoslovaquia de territorio crítico para la defensa de sus fronteras, el gobierno checoslovaco quedó debilitado. Esta debilidad fue aprovechada por los partidos eslovacos, liderados por el primer ministro, monseñor Josef Tiso, para exigir mayor autonomía dentro de la recién renombrada República de Checo-Eslovaquia. Irritados por sus continuas demandas, las autoridades checas lo depusieron, y Tiso huyó a Alemania.

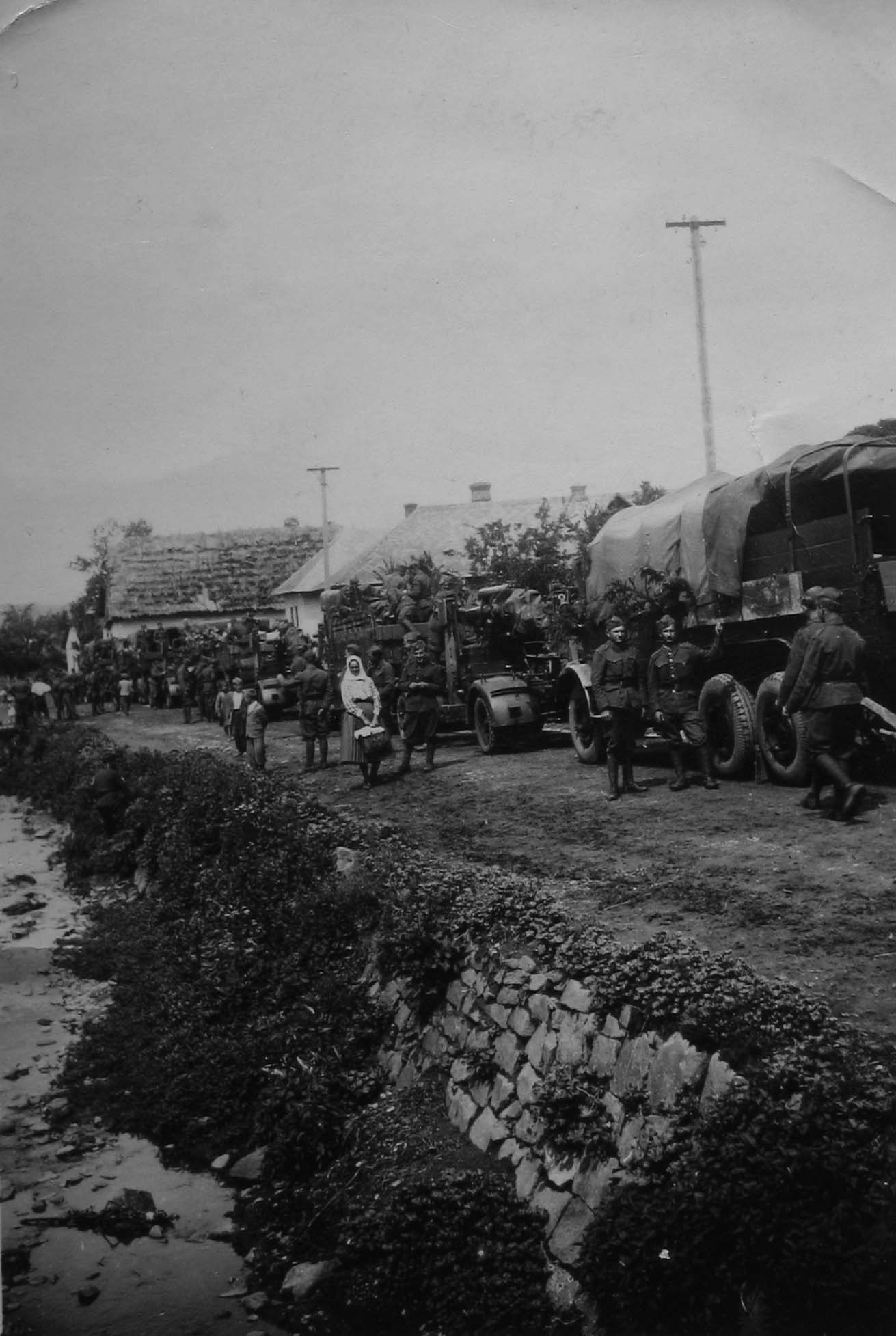
Soldados eslovacos durante el alzamiento contra sus otrora aliados alemanes

El 13 de marzo de 1939 Tiso fue llamado a la Cancillería del Reich de emergencia por Hitler, y allí, Joachim von Ribbentrop presentó informes falsos donde se indicaba la aglomeración de tropas húngaras en la frontera eslovaca, cuyo objetivo final era la división de Eslovaquia entre Polonia y Hungría. Se le instó a Tiso la necesidad de proclamar el nacimiento del Estado Eslavaco, protegido por Alemania, con el objetivo de detener esta agresión virtual. Tiso no quiso tomar esta decisión por su cuenta y viajó de inmediato a Eslovaquia, donde la Dieta eslovaca, después de leer los falsos reportes, proclamó el 14 de marzo la secesión eslovaca de Checoslovaquia. Tiso fue proclamado primer ministro y al día siguiente el Estado checo-eslovaco dejó de existir al crearse el Protectorado de Bohemia y Moravia que abarcaba la parte checa del antiguo país.
El Estado Eslovaco, poco después renombrado República Eslovaca, dependió siempre de Alemania. Debido al "Tratado de Protección Mutua entre el Imperio Alemán y el Estado Eslovaco" la política exterior y el ejército eslovaco fueron controlados por Alemania. De esta manera, Eslovaquia envió soldados a la guerra contra Polonia, la Unión Soviética, y declaró la guerra al Reino Unido y los Estados Unidos. No obstante, el territorio eslovaco permaneció casi toda su existencia libre de tropas tudescas, a excepción de una franja de tierra en la frontera con Alemania.
Después del fallido levantamiento nacional eslovaco de 1944 contra los tudescos, estos ocuparon militarmente el país, por lo que la poca autonomía de Eslovaquia desapareció. El Ejército Rojo, apoyado por grupos de rumanos y checos empujaron a los alemanes al oeste. La caída de Bratislava en manos soviéticas el 4 de abril de 1945 determinó el fin de la República Eslovaca, que inmediatamente fue anexionada a Checoslovaquia de nuevo.

### Serbia
Luego de la invasión de Yugoslavia, Alemania tomó el control de la mayor parte del territorio que actualmente corresponde a Serbia, incluyendo la Serbia central y la mitad oriental de Voivodina. Para facilitar la administración de estos territorios se estableció un gobierno de administración regional conocido como el Gobierno de la Salvación Nacional, encabezado por el general Milan Nedić, que sospechosamente, había estado al mando de las tropas yugoslavas durante la invasión alemana unas semanas atrás. El estado serbio se preocupó por los prisioneros de guerra y refugiados yugoslavos, entre los que se encontraba Milan Kučan, e insistió en la liberación de muchos de los primeros, alcanzando resultados favorables. No obstante, este estado serbio permitió la aplicación de las leyes raciales en su territorio y, finalmente, los serbios judíos fueron exterminados.
El oeste del territorio serbio fue ocupado en 1941 por la recién formada y breve República de Užice, donde los Partisanos Yugoslavos y los Chetniks intentaron cooperar sin éxito. Los alemanes aplastaron su breve república, pero esto no significó el fin de sus movimientos, que se fortalecerían con el tiempo. Se calcula que unos 200 000 serbios murieron en la guerra, en su mayoría por represalias alemanas, ya que se ordenaba asesinar a 100 serbios por cada soldado germano muerto.
Desde 1943 los partisanos pusieron a los serbios colaboracionistas en jaque, pero el gobierno fue finalmente desarticulado el 4 de octubre de 1944, cuando el Ejército Rojo, apoyado por los partisanos, tomó el control de Serbia. Muchos serbios colaboracionistas escaparon a Eslovenia y a Austria, pero allí fueron capturados y enviados a prisiones. El mismo general Milan Nedić fue capturado por los británicos, que lo devolvieron a Yugoslavia. Oficialmente, Milan Nedić se suicidó saltando de una ventana en una prisión en Belgrado.

### Albania
Después de la primera guerra de los Balcanes, el Imperio otomano perdió el control de Albania; Austria-Hungría, Serbia e Italia desearon extender su influencia en el nuevo estado o, por lo menos, limitar la influencia de las otras naciones. De esta manera, se estableció Albania como principado, que luego se transformó en república mediante un golpe de Estado.
En 1925 Ahmet Zogu fue nombrado primer ministro y tres años después se proclamó rey con el nombre de Zog I, aunque el sistema democrático continuó vigente en el país. Los primeros años del reinado de Zog I fueron de estabilidad política, pero el rey decidió acercarse a Italia, ya dominada por Benito Mussolini. Para 1934 Italia dominaba la economía de Albania, así como muchos de sus órganos gubernamentales. Además, el ejército albanés era entrenado por italianos y se había incrementado el número de italianos que se establecían en Albania a manera de colonos. Zog I decidió entonces disminuir la influencia italiana en su país y expulsó a los instructores italianos, además, nacionalizó los colegios católicos italianos en el país.
El 7 de abril de 1939 las tropas italianas invadieron Albania, y Zog I huyó con su familia. Cinco días después el Parlamento de Albania ofreció la corona al rey italiano Víctor Manuel III, y Albania se convirtió en un protectorado. Todos los ministerios albaneses fueron fusionados con los italianos, así como el ejército. Poco después, se formó una milicia albanesa bajo el control de los Camisas negras.
Albania estuvo subordinada desde entonces a las decisiones de Italia respecto a política exterior, retirándose de la Sociedad de Naciones el 15 de abril de 1939. Declaró la guerra a Francia y al Reino Unido el 10 de junio de 1940, y sirvió de base para la invasión italiana de Grecia a finales de 1940. De hecho, al fracasar ésta, la tercera parte de Albania fue ocupada por Grecia hasta que los alemanes llegaron a la zona y la derrotaron. Después de la invasión de Yugoslavia en 1941, Albania recibió partes del territorio de la actual Montenegro. Luego, el rey Víctor Manuel III, en nombre de Albania, le declaró la guerra a la Unión Soviética y a los Estados Unidos en 1941 y 1942, respectivamente.
En 1943, luego del armisticio de Italia, Víctor Manuel III renunció a la corona albanesa y los alemanes ocuparon Albania. Voluntarios albaneses fueron integrados entonces a la 21.ª División de Montaña SS Skanderbeg de las Waffen-SS tudescas, que lucharon principalmente contra los partisanos comunistas de Enver Hoxha.
Al finalizar la guerra Enver Hoxha tomó el poder de Albania, convirtiéndola en un estado socialista. Curiosamente, Albania fue el único país ocupado por Alemania que experimentó un crecimiento de la población judía. La población albanesa escondió a muchos judíos, y se les entregaron documentos falsos en algunos casos. Se ha intentado explicar que, debido a que los albaneses son musulmanes, no consideraban a los judíos como «un problema», es decir, el antisemitismo no estaba extendido en la población.

### Montenegro
Durante muchos siglos, Montenegro, como el Principado de Zeta, fue gobernado por una sucesión de dinastías. Obtuvo el estatuto internacional de nación independiente en el Congreso de Berlín y luego se transformó en reino. Tras la Primera Guerra Mundial, Montenegro logró un acuerdo con Serbia para formar una federación que concluyó con la formación del estado conocido como el Reino de Serbios, Croatas y Eslovenos. Con el fin de la Segunda Guerra Mundial, dicho reino pasó a convertirse en la República Federal Socialista de Yugoslavia, en la que permanecería hasta su disgregación en 1992. Con este cambio, Montenegro dejó de depender directamente de Serbia (como sucedió entre 1918 y 1941) obteniendo cierta autonomía como la República Socialista de Montenegro. Debido a sus características como la más pequeña de las seis repúblicas que conformaban Yugoslavia, Montenegro recibió grandes aportes del gobierno federal volviéndose un estado parcialmente próspero.
Durante la Segunda Guerra Mundial Montenegro fue ocupado por Italia, que anexó a Dalmacia el territorio de la Bahía de Kotor (la veneciana Cattaro) hasta septiembre de 1943 y además estableció el Estado Independiente de Montenegro en 1941. Este estado fascista (que duró desde 1941 hasta 1944) fue teatro de una sangrienta guerra civil, especialmente cuando pasó a ser controlado por la Alemania nazi a finales de 1943.

## Casos especiales

### España

Primera bandera de España durante el régimen franquista, vigente entre 1938 y 1945.

A pesar de las similitudes ideológicas entre ambos regímenes, Francisco Franco y Adolf Hitler nunca pudieron llegar a un acuerdo para la entrada efectiva de España en la guerra. La reunión que tuvieron en Hendaya resultó un completo fracaso, puesto que ni el Führer estaba dispuesto a ceder al Caudillo el Marruecos francés ni este a renunciar a sus reclamaciones. A pesar de ello, las presiones internas promovieron que se enviara a la División Azul, unidad formada por voluntarios (con Oficiales del Ejército ), para apoyar a Alemania en el frente oriental. Hay que decir que, por su parte, los republicanos que sobrevivieron a la Guerra Civil prestaron su apoyo a los Aliados, incluida la Unión Soviética. Tras finalizar la Segunda Guerra Mundial, España fue un destino recurrente para numerosos fascistas como refugio de los procesos judiciales que se abrieron.

### Luxemburgo

Bandera de Luxemburgo

Durante la Segunda Guerra Mundial el gobierno y la monarquía luxemburguesa fueron enviados al exilio por la invasión alemana del 10 de mayo de 1940, aunque las tropas tudescas realmente ocuparon la ciudad durante la noche del 9 de mayo. Durante la guerra, la Gran Duquesa Charlotte transmitió mensajes, a través de la BBC, para dar esperanza a la gente de Luxemburgo. El estado fue puesto bajo ocupación militar hasta agosto de 1942, cuando fue anexado formalmente por el Tercer Reich como parte del Gau Moselland. Los luxemburgueses fueron declarados ciudadanos alemanes y 13 000 fueron reclutados para el servicio militar. Sobre 2848 luxemburgueses murieron finalmente luchando en el ejército tudesco. Las medidas para acallar la oposición luxemburguesa a esta anexión fueron seguidas de resistencia pasiva al principio, como el Spéngelskrich (lit. «Guerra de los Alfileres»), y rechazando hablar alemán. Mientras que el francés fue prohibido, muchos luxemburgueses recurrieron a la reutilización de las viejas palabras luxemburguesas, que condujeron a un renacimiento de la lengua. Otras medidas incluyeron la deportación, los trabajos forzados, el reclutamiento forzoso y, más drásticos, el internamiento y la deportación a los campos de concentración y la ejecución. La última medida fue aplicada después de la huelga general del 1 de septiembre al 3 de septiembre de 1942, la cual paralizó la administración, la agricultura, la industria y la educación como respuesta a la declaración de reclutamiento forzoso por la administración alemana el 30 de agosto de 1942. Fue suprimida violentamente: 21 huelguistas fueron ejecutados y varios cientos más fueron deportados a campos de concentración. El administrador civil de Luxemburgo en aquel momento, el gauleiter Gustav Simon, había declarado necesario el reclutamiento para apoyar el esfuerzo germano en la guerra. Al final, fue una de las dos únicas huelgas masivas en contra de la maquinaria de guerra alemana en la Europa occidental.

### Yugoslavia
Anexado por Bulgaria
     Anexado por Hungría
     Anexado por Alemania
     Anexado por Italia
     Ocupado por Italia y anexado por Albania (protectorado italiano)
     Montenegro, ocupado por Italia
     Estado Independiente de Croacia, ocupado militarmente por Alemania e Italia
     Serbia, ocupada militarmente por Alemania
El Reino de Yugoslavia solamente perteneció al Pacto Tripartito por dos días, ya que un golpe de Estado derrocó al regente.
El 9 de octubre de 1934, el rey Alejandro I de Yugoslavia fue asesinado por un radical macedonio y fue sucedido por Pedro II. No obstante, por ser solo un niño, Pedro II gobernó con un regente, su tío Pablo Karađorđević, quien todavía gobernaba el país a inicios de la Segunda Guerra Mundial.
Después del fracaso italiano en Grecia, Hitler decidió acudir en ayuda de Benito Mussolini, pero como los ejércitos alemanes no podían atravesar Yugoslavia para llegar a Grecia, el regente Pablo fue presionado para que se adhiriera al Pacto Tripartito. En aquel momento, todos los vecinos de Yugoslavia se habían aliado a Alemania, a excepción de Grecia, por lo que el regente Pablo accedió el 25 de marzo de 1941.
Dos días después, el 27 de marzo, un golpe cívico-militar serbio derrocó a Pablo, y Pedro II fue declarado finalmente rey. Aunque el golpe había sido disparado por la actitud pro-germana de Pablo, los golpistas se adhirieron al Pacto Tripartito de todas maneras, pero no consiguieron calmar a Hitler, que ordenó la invasión del país (véase Invasión de Yugoslavia).
Los ejércitos yugoslavos fueron derrotados en 11 días, y Belgrado fue bombardeada. El 17 de abril, el Ejército Real Yugoslavo se rindió incondicionalmente. Yugoslavia fue dividida entre las naciones que participaron en la batalla: Alemania, Bulgaria, Italia y Hungría. No obstante, se permitió la creación de tres estados dentro del territorio yugoslavo, los cuales carecían de autonomía: Croacia, Serbia y Montenegro.

### Unión de Repúblicas Socialistas Soviéticas

Bandera de la Unión Soviética

El 23 de agosto de 1939, la Alemania nazi y la Unión Soviética firmaron un pacto de no agresión, por el cual se repartía a Polonia en dos partes: una para cada quien. El 1 de septiembre, Hitler invadió Polonia por el oeste y el 17 de septiembre, Stalin invadió Polonia por el este.
El 30 de noviembre, la Unión Soviética invadió Finlandia, pero los finlandeses lograron frenar el avance, pero tuvo que cederle territorios a la Unión Soviética. El 14 y 17 de junio de 1940, la Unión Soviética anexó las repúblicas bálticas y el 28 de junio y 4 de julio ocupó Besarabia y el norte de Bukovina.
Cuando en octubre de 1940, Reino Unido derrotó a Alemania en la batalla aérea de Inglaterra, Hitler cambia de frente y se fija en la Unión Soviética por sus inmensos recursos naturales y su vasto territorio para así suministrar al Tercer Reich. En octubre y noviembre de 1940, la Alemania nazi y la URSS mantuvieron unas negociaciones para la incorporación de esta última en el Eje, que no dieron resultado al no ponerse de acuerdo las partes sobre las condiciones de dicha incorporación. (Véase Conversaciones germano-soviéticas sobre la entrada de la URSS al Eje) El 18 de diciembre, el Führer firmó la Directiva n.º 21, denominada «operación Barbarroja», donde se declaraba la invasión relámpago de la Unión Soviética, que debía ser aniquilada, teóricamente, en una sola campaña de apenas un par de meses.
Finalmente, el 22 de junio de 1941, Alemania y sus estados satélites invadieron la Unión Soviética, iniciando lo que allí se vino a llamar la Gran Guerra Patria. A continuación, la Unión Soviética pasó a formar parte de los llamados Aliados.

## Unidades con voluntarios extranjeros en las Waffen-SS
Divisiones de las Waffen-SS
escandinavos.
- 6.ª División SS Nord, noruegos.
- 7.ª División SS Prinz Eugen, serbios y croatas.
- 11.ª División SS Nordland, noruegos.
- 13.ª División SS Handschar (Kroatische n.° 1), bosnios y croatas.
- 14.ª División SS Galizische (Ukrainische n. 1), ucranianos.
- 15.ª División SS Lettische n.° 1, letones.
- 18.ª División SS Horst Wessel, húngaros.
- 19.ª División SS Lettische n.° 2, letones.
- 20.ª División SS Estnische n.° 1, estonios.
- 21.ª División SS Skanderbeg, albanos.
- 22.ª División SS Maria Theresia, húngaros de origen germano.
- 23.ª División SS Kama (Kroatische n.° 2), bosnios y croatas de origen germano.
- 23.ª División SS Nederland, holandeses.
- 24.ª División SS Karstjäger, italianos y eslovenos de origen germano.
- 25.ª División SS Hunyadi (Ungarische n. 1), húngaros.
- 26.ª División SS Hungaria (Ungarische n.° 2), húngaros.
- 27.ª División SS Langemarck (Flämische n. 1), belgas de origen flamenco
- 28.ª División SS Wallonien, belgas de origen valón.
- 29.ª División SS Italienische n. 1, italianos.
- 30.ª División SS Russische n. 2, rusos.
- 30.ª División SS Weißruthenische n. 1, bielorrusos.
- 31.ª División SS Bačka, checos y húngaros.
- 33.ª División SS Ungarische n. 3, húngaros.
- 33.ª División SS Charlemagne, franceses.
- 34.ª División SS Landstorm Nederland, holandeses.
- 37.ª División SS Lützow, húngaros.

Otras unidades
- Brigada Kaminski, rusos.
- 1.ª División cosaca, cosacos.
- Legion Freies Indien, hindúes.
- Aserbaidschanische Legion, azeríes, armenios y georgianos.
- Moslem Ostürrkische Waffenverband, tártaros musulmanes.
- División Española de Voluntarios, españoles.
- Britisches Freikorps, británicos.
- Hilfswillige

## Grupos armados

### Chetniks (Serbia)

Supuesta bandera chetnik

Después de la invasión de Yugoslavia en 1941, el coronel Draža Mihajlović fue nombrado jefe de la resistencia yugoslava contra los alemanes por el gobierno yugoslavo en el exilio. Mihajlović fundó el Real Ejército Yugoslavo en la Patria, más conocido como los Chetniks, para que lucharan contra los invasores. Los Chetniks, nacionalistas y monárquicos, estaban conformados principalmente por serbios y montenegrinos, y lograron obtener el apoyo de los Aliados, lo que significó armas y suministros.
Todo esto cambió pocos meses más tarde, ya que tras la invasión de la Unión Soviética, se formó un grupo de resistencia comunista abanderado por Josip Broz Tito. Si bien inicialmente los Chetniks colaboraron con los partisanos de Tito, luego se les opusieron, y en algunas regiones llegaron a colaborar con los alemanes para combatir a los partisanos. Peor aún, cuando en 1943 los Aliados se enterasen que los Chetniks estaban colaborando en la limpieza étnica de bosnios en Bosnia-Herzegovina, los Chetniks perdieron el apoyo aliado, y los partisanos fueron reconocidos como la fuerza de resistencia legítima yugoslava.
En 1944, Mihajlović recibió la orden real de unificar sus fuerzas con las partisanas contra Alemania, pero él, juntó con la mayoría de sus tropas, se negó. Cuando en 1945, los partisanos lograron expulsar a los invasores con la ayuda del Ejército Rojo, los Chetniks se retiraron a Austria e Italia (a las provincias de Fiume, Liubliana y Pola en Istria, en las actuales Croacia y Eslovenia), escondiéndose muchos en Eslovenia. Muchos Chetniks se entregaron a los británicos, pero estos fueron devueltos a su país, donde los principales oficiales fueron juzgados y sentenciados a muerte o a prisión por traición a la patria y por crímenes de guerra, por las recién establecidas autoridades comunistas. El propio Mihajlović fue capturado en Bosnia en 1946 y fue ejecutado poco después. Póstumamente, el presidente estadounidense Harry Truman le entregó la Legión de Mérito al coronel Mihajlović, pero fue hecho en secreto para no ofender al gobierno de Yugoslavia.

### Ejército de Liberación Ruso (Rusia)

Bandera del Ejército Ruso de Liberación.

Después de la operación Barbarroja, millones de prisioneros de guerra soviéticos fueron enviados campos de concentración alemanes. En muchos casos, estos campos no eran más que recintos al aire libre rodeados con alambre de púas, que no ofrecían ninguna protección al invierno ruso. Muchos prisioneros murieron debido a la baja ingesta de calorías, la poca higiene y el frío, así como a las torturas y maltratos propinados por los guardias.[cita requerida] Estas duras condiciones motivaron a muchos prisioneros rusos a aceptar cualquier proposición enemiga que les permitiese escapar de los campos de prisioneros.
Después de su papel destacado durante la batalla de Moscú, el general Andréi Vlásov fue condecorado con la Orden de la Bandera Roja y se convirtió en una celebridad. Vlásov fue enviado poco después a intentar levantar el sitio de Leningrado junto con el 2.º Ejército de Choque. Esta vez no corrió con buena fortuna y sus fuerzas fueron rodeadas y destruidas. Vlásov rehusó escapar y se escondió en un bosque cercano hasta que fue capturado por los alemanes diez días después. En cautiverio, Vlásov declaró su intención de encabezar un ejército ruso proalemán, ya que había llegado a la conclusión de que Stalin y los bolcheviques eran los causantes de las penurias del pueblo soviético y fundó el Comité de Liberación Ruso, cuyo objetivo era tomar voluntarios rusos de los campos de prisioneros de guerra para formar un ejército que derrocase a Stalin para formar una república rusa democrática[cita requerida]. Estos voluntarios serían integrados en el Ejército de Liberación Ruso, o ROA, por sus siglas en ruso.
La inminente derrota tudesca en el frente oriental a mediados de 1944, motivaron a Heinrich Himmler a solicitar a Hitler la creación del ROA, como alternativa para detener a los soviéticos. El ROA existía solamente como propaganda, ya que Hitler había prohibido que Vlásov comandara algunas tropas. Los voluntarios recibieron un uniforme con un parche del ROA, pero nunca fueron al campo de batalla como unidad, sino a realizar otras labores mezclados en unidades de otras nacionalidades.
El 11 de febrero de 1945, dos divisiones del ROA se enfrentaron al Ejército Rojo en las orillas del río Oder, pero al ser derrotadas, las fuerzas de Vlásov se retiraron sin permiso hacia Praga. Allí combatieron con las SS, que deseaban reprimir a la población que se estaba alzando, pero luego tuvieron que retirarse ante la proximidad del avance soviético. Los soldados del ROA se dispersaron entonces, y muchos se entregaron a los británicos y estadounidenses, aunque fueron devueltos a los soviéticos. El propio Vlásov se entregó el 10 de mayo a los aliados occidentales, pero fue repatriado a la fuerza dos días después. Vlásov y once oficiales del ROA fueron condenados a muerte por un tribunal militar, por traición a la patria y crímenes de guerra, siendo ejecutados el 1 de agosto de 1946.

### Ejército Nacional Ucraniano (Ucrania)

Bandera del Ejército Nacional Ucraniano.

El propósito principal de la creación del Ejército Nacional de Ucrania era la integración de todas las unidades ucranianas de lucha en la Alemania nazi, bajo un solo comando. El tamaño del ejército, que abarcaba todas las unidades ucranianas subordinadas al Oberkommando de Heeres fue de 220 000 soldados. Sin embargo, dos meses antes del final de la guerra, Shandruk pudo reunir solo unos 50 000 soldados.
En realidad, Shandruk fue capaz de comandar únicamente la 1.ª División UNA y algunos elementos de la 2.ª División UNA. El 7 de mayo, bajo su influencia, la división fue ubicada en el poniente de Austria después de desplazarse lentamente por Eslovenia (febrero de 1945), retirándose aún más de las fuerzas del Ejército Rojo. El «Ejército» ahora se dividió en varios grupos, uno con dirección a la frontera italiana se entregó al 15.º Grupo de Ejército Británico y otros emigraron hacia las fronteras alemanas y suizas y se entregaron al 6.º Grupo de Ejército de los EE. UU. Los soldados de la UNA fueron internados en el norte de Italia, en la zona controlada por fuerzas del II Cuerpo polaco. Después de la capitulación, Shandruk solicitó una reunión con el general polaco Wladyslaw Anders en Londres, y le pidió que protegiera el ejército contra la deportación a la Unión Soviética. A pesar de la presión soviética, Anders gestionó para proteger a los soldados ucranianos como a antiguos ciudadanos de la Segunda República de Polonia. Shandruk y el grueso de sus fuerzas maniobraron para permanecer en el oeste, y muchos de los exsoldados UNA se unieron a la Legión Extranjera Francesa.
Otros grupos, fragmentados, se entregaron a la Unión Soviética o los aliados occidentales, afronatando la repatriación, con varios centenares internados en Suiza. El UNA tenía una mala relación con el general ruso Andréi Vlásov del Ejército de Liberación (KONR) y nunca se subordinaron a él.
También cosacos ucranianos libres del coronel Tereshchenko, la Brigada de Reserva del Coronel Hudyma, la Brigada de Reserva del Coronel Malets y los restos del Ejército de Liberación de Ucrania (UVV) se sumaron a las filas de la UNA. Se hicieron planes con respecto a la inclusión del Ejército ucraniano Libre (120 000 soldados), las divisiones militares de los cosacos de Kubán y georgianos.

### División Azul y Escuadrilla Azul (España)

Bandera del España durante el régimen de Franco (1939-1975).

Durante la guerra civil española, la Alemania nazi y la Italia fascista fueron unos de los principales aliados del general Francisco Franco. El general Franco se convertiría en caudillo de España durante unos 40 años, y mantendría una gran amistad con los países del Eje durante la Segunda Guerra Mundial, especialmente con la Italia de Mussolini.
Aunque en la Entrevista de Hendaya se decidió que España no entraría en la guerra, Franco y su ministro de Relaciones Exteriores Ramón Serrano Súñer, deciden organizar el envío de una fuerza de voluntarios, que daría lugar a la División Azul. Voluntarios españoles enviados a Alemania para combatir por la Wehrmacht contra el Ejército Rojo en la invasión alemana de la Unión Soviética.
Si bien a su llegada a Alemania los voluntarios fueron entrenados, armados, organizados y vestidos con uniformes de la Wehrmacht, ya que la unidad (la 250. Einheit spanischer Freiwilliger) formaba parte de la estructura militar alemana, como forma de diferenciarse muchos de ellos solían usar las camisas azules de los falangistas, por lo que se empezó a ser conocida como la División Azul. En total, unos 47 000 soldados sirvieron en la División Azul en la Unión Soviética, incluidos los que fueron enviados en los distintos relevos, particularmente en el Sitio de Leningrado. Entre 4500 y 5000 de ellos encontraron la muerte, y más de 8000 fueron heridos. 321 fueron hechos prisioneros de guerra por el ejército soviético.
Tras la disolución en 1943 de la División Azul, se forma la Legión Azul, un grupo de unos 2000 voluntarios falangistas que decidieron seguir luchando en las filas del Tercer Reich hasta su caída.
Paralelamente, los aviadores voluntarios formaron la Escuadrilla Azul, compuesta por 95 aviadores que derribaron 156 aviones soviéticos, perdiendo a 19 pilotos.

### Arzi Hukumate Azad Hind (India)

Bandera del Ejército Independiente de la India

Cuando en 1939 el gobernante británico de la India colonial, Victor Hope, declaró la guerra a Alemania sin consultar al Congreso de la India, el líder independentista Subhas Chandra Bose inició una serie de protestas y revueltas contra los ocupantes británicos por todo el país. La respuesta británica fue rápida y Bose fue arrestado. En enero de 1941 Bose escapó a Alemania, donde estuvo hasta 1943, cuando los japoneses lo llamaron de vuelta, ya que se preparaban para iniciar una campaña hacia la India, específicamente hacia Imfal y Kohima. Los japoneses pensaban que la presencia de Bose le otorgaría legitimidad a la entrada de tropas niponas a la India y que el pueblo indio no lo consideraría como un cambio de régimen colonial. La colaboración local era esencial, ya que Japón no contaba con fuerzas para dominar a la inmensa colonia británica.

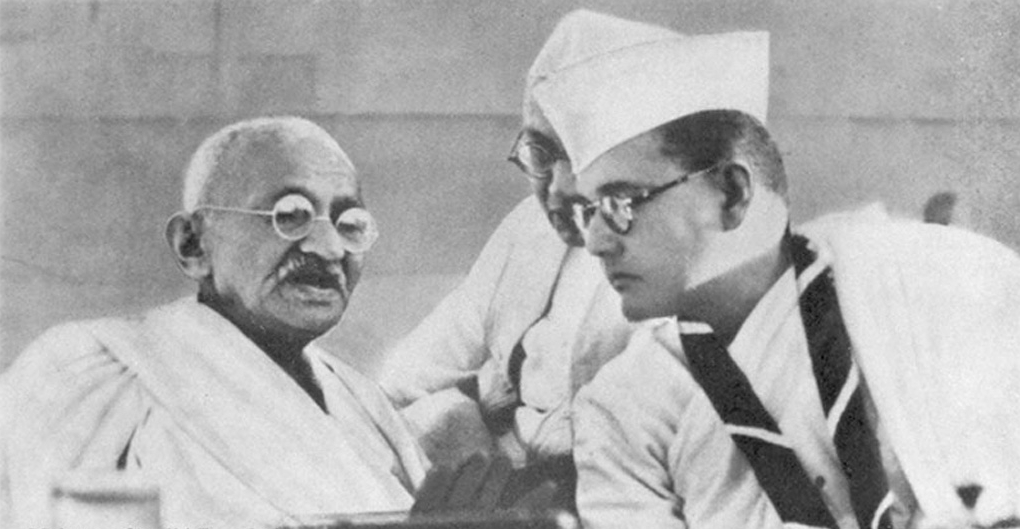
Bose (der.) intentó liberar a la India con ayuda japonesa, aunque su gobierno nunca contó con poder real. En la imagen, Bose con Gandhi.

El 21 de octubre de 1943 se declaró el Gobierno Provisional de la India Libre o Rangún, que contó con un ejército, el Ejército Independiente de la India, conformado por prisioneros de guerra indios que habían luchado al lado de los británicos. El 29 de diciembre, Bose viajó a las Islas Andamán y Nicobar, que habían sido capturadas por los japoneses en enero de 1942, y allí recibió el control de las islas en una ceremonia. No obstante, Bose se retiró a los pocos días, y las islas continuaron bajo control japonés hasta el final de la guerra.
Durante las batallas en Imfal y Kohima, en el segundo trimestre de 1944, las fuerzas del Ejército Independiente de la India lucharon junto a las japonesas contra los británicos, en un intento de capturar territorio en suelo indio. Los japoneses esperaban que con la captura de las dos provincias fronterizas de la India, la población se alzaría contra los británicos, quienes tendrían que replegarse. La derrota japonesa frustró los planes independentistas de Bose, y sus fuerzas tuvieron que retirarse de vuelta a Birmania. Una derrota definitiva en Rangún en 1945, sentenció al movimiento independentista de Bose, quien tuvo que escapar hacia Tokio, pero su avión desapareció sobre Taiwán.